# 43282 Dougbock
43282 Dougbock este o planetă minoră (asteroid), cu un diametru de 2,867 km, din centura de asteroizi. A fost descoperită pe 14 martie 2000 la Catalina Station⁠(d) de Catalina Sky Survey. 
Obiectul prezintă o orbită caracterizată de o semiaxă mare de 2,2388415246621 UAi, o excentricitate de 0,12423214365444, o înclinație de 5,5705798882417 ° în raport cu ecliptica.